# Jonathan Lacerda
Jonathan Lacerda, vollständiger Name Jonathan Leonardo Lacerda Araújo, (* 7. Februar 1987 in Rivera) ist ein uruguayischer Fußballspieler.

## Karriere
Der 1,89 Meter große Defensivakteur Lacerda stand zu Beginn seiner Karriere von Mitte 2005 bis Ende 2007 in Reihen der Mannschaft der Montevideo Wanderers und kam ab der Saison 2005/06 in 17 Spielen (kein Tor) der Primera División zum Einsatz. Für die Clausura 2008 wurde er an die Rampla Juniors ausgeliehen und absolvierte drei Erstligapartien (kein Tor). Nach Rückkehr zu den Wanderers war er dort bis Mitte Januar 2010 aktiv und traf sechsmal bei 37 Erstligaeinsätzen ins generische Tor. Sodann schloss er sich Santos Laguna an. Für die Mexikaner bestritt er 50 Partien Erstligaspiele (ein Tor) und sechs Begegnungen (kein Tor) der CONCACAF Champions League. Im Juni 2011 wechselte Lacerda auf Leihbasis zu Atlas Guadalajara und wirkte beim Klub aus Guadalajara in 16 Aufeinandertreffen (kein Tor) der Primera División mit. Ab Dezember 2011 folgte eine weitere Ausleihe zum Puebla FC, für den er – ebenfalls ohne persönlichen Torerfolg – 17-mal in der Liga auflief. Im Juni 2012 verpflichtete ihn leihweise Necaxa. Dort erzielte er einen Treffer bei zehn Ligaeinsätzen. Ab Dezember 2012 gehörte er erneut dem Kader des Puebla FC an, für den er in der Folgezeit 34 Ligaspiele (ein Tor) und vier Begegnungen (kein Tor) der Copa México absolvierte. Seit Mitte Dezember 2013 spielte Lacerda abermals für Santos Laguna. Im Rahmen dieses bis Juli 2014 währenden Engagements werden für ihn 18 persönlich torlose Einsätze in der höchsten mexikanischen Spielklasse und acht (ein Tor) in der Copa Libertadores 2014 geführt.
Von Juli 2014 bis Januar 2015 schloss er sich dem Club Olimpia an. In Reihen des paraguayischen Teams schoss er ein Tor bei 13 Ligaeinsätzen. In der Folgezeit war er bis Juni 2016 für Dorados de Sinaloa aktiv. Die Einsatzstatistik bei dieser Karrierestation weist für ihn einen Treffer bei 44 Ligaspielen mit seiner Beteiligung und zwei bestrittene Begegnungen des nationalen Pokals aus. Im Juni 2016 lieh ihn der Celaya FC aus, für den er 29 Ligapartien und fünf Spiele im Pokal absolvierte. Ein Torerfolg blieb ihm versagt. Spätestens seit Juli 2017 steht er in Reihen der Mannschaft des FC Juárez, für die er bislang (Stand: 26. August 2017) in vier Ligapartien (kein Tor) und einer Pokalbegegnung (kein Tor) auflief.